# Helicopsyche cochleaetesta
Helicopsyche cochleaetesta là một loài Trichoptera thuộc họ Helicopsychidae. Chúng phân bố ở miền Australasia.